# Kommunenummer
Kommunenummer eller kommunekode er i flere lande en kode til entydig identifikation af en kommune.
I Danmark er kommunenumrene trecifrede. Fra Kommunalreformen (1970) til Strukturreformen (2007) var det således, at hvert enkelt amt havde et kommunenummer som endte på 50 eller 00, og så kommunerne i amtet havde numre, som lå i de næste 50. I hvert enkelt amt afspejlede numrene oprindelig kommunenavnets alfabetiske plads. Efter Strukturreformen har flere af de sammenlagte kommuner fået nye kommunenumre.
Eksempel: Københavns Amt havde kommunenummer 150 og dets kommuner havde numre mellem 150 og 200. Albertslund Kommune har kommunenummer 165, fordi kommunen tidligere hed Herstedernes Kommune og derfor er placeret mellem Herlev (163) og Hvidovre (167). 